# Jacob Bontiusplaats
Jacob Bontiusplaats is een topografische aanduiding in Amsterdam-Centrum op Oostenburg.
De straat ligt tussen de Wittenburgervaart met haar VOC-kade en de Oostenburgervaart met haar Isaac Titsinghkade. Ze kruist de Oostenburgermiddenstraat. Het terrein aldaar diende tot fabriekterrein van Werkspoor en Stork en werd rond 2000 gesaneerd en opnieuw ingericht. De straat kreeg daarop in 2005 haar naam. Op Jacob Bontiusplaats 1 staat een gemeentelijk monument uit 1897 naar een ontwerp van Dolf van Gendt in gebruik bij Roest, op nummer 9 en 11 staat de achteringang van het INIT-gebouw. Op Jacob Bontiusstraat 2-6 staan de Van Gendthallen, een rijksmonument.
De straat is vernoemd naar Jacob Bontius, medicus en natuurvorser bij de Verenigde Oostindische Compagnie.